# Бетпакдалит
Бетпакдали́т (назван по месту первой находки в пустыне Бетпак-Дала в Центральнoм Казахстане) — минерал мышьяковомолибденовой кислоты. Обнаружен Л. П. Ермиловой в 1954 (по КНЭ или 1961) в вольфрамитовом месторождении Караоба. Химическая формула: CaFe3+[As2Mo5O24]·14H2O, химический состав (%); CaO — 4,18; Fe2O3 — 12,30; MоO — 50,26; As2O3 — 13,94; H2O — 19. Кристаллизуется в моноклинной синтгонии, кристаллы коротко-призматические, конвертообразные, цвет ярко-жёлтый с зеленоватым, буроватым оттенками, блеск матовый, восковидный, стеклянный, твёрдость по шкале Мооса около 3, плотность 2980—3050 кг/м3. Бетпакдалит легко растворяется в разбавленной соляной кислоте. Установлены эндотермические эффекты при 120, 550, 700 °C, спекается при 750—850 °C, плавится при 1000 °C. Бетпакдалит распространён в верхней части зоны окисления, в трещинах и пустотах, ассоциирует с ярозитом. ферримолибдитом, опалом, гидрослюдой, лимонитом, гипсом.